# アラマキー郡 (アイオワ州)
アラマキー郡（英: Allamakee County）は、アメリカ合衆国アイオワ州の北東隅に位置する郡である。2010年国勢調査での人口は14,330人であり、2000年の14,675人から2.4％減少した。郡庁所在地はウォーコン市（人口3,897人）であり、同郡で人口最大の都市でもある。

## 歴史
アラマキー郡は1847年2月20日に、それまで組織化が行われていなかった領域に設立された。郡名の由来は諸説あるが、可能性が強いのはインディアンとの交易業者で、初期開拓者のガイドとなったアラン・マッキーに因むというものである。初代郡庁舎は1861年に建設され、現在はアラマキー郡歴史博物館として使われている。現在の郡庁舎は1940年に建設された。初代、2代目共にアメリカ合衆国国家歴史登録財に指定されている。

## 地理
アメリカ合衆国国勢調査局に拠れば、郡域全面積は658.71平方マイル (1,706.1 km2)であり、このうち陸地639.56平方マイル (1,656.5 km2)、水域は19.14平方マイル (49.6 km2)で水域率は2.91％である。

### 水文と地質
郡北部にはアッパーアイオワ川が流れている。南部にはイエロー川が流れている。東境界はミシシッピ川である。これら全て、中でもイエロー川州立森林が美しい景観とレクリエーションの機会を提供している。
ウォーコン市の北、市域の外をフレンチ・クリークが流れている。ペイントロック・ブラフから名前が採られたペイント・クリークはウォーコン市の南を流れている。ノーフォーク・クリークはウォーコン市西郊外に端を発し、イエロー川に流れ込んでいる。クリア・クリークはランシングに流れている。ビレッジ・クリークは田園部を流れている。これら全てはミシシッピ川の支流である。
郡内の地層はアイオワ州の大半に見られるものとは大変異なっている。この地域はドリフトレス地域に入っており、最終氷期に氷河が無く、シルル紀に河川で浸食されたので、川岸は高い崖になっている。このドリフトレス地域には、クレイトン郡、ファイエット郡、ウィネシーク郡、ハワード郡、ダビューク郡、ジャクソン郡の一部が入っている。

### 主要高規格道路
| - アメリカ国道18号線 - アメリカ国道52号線 - アイオワ州道9号線 | - アイオワ州道26号線 - アイオワ州道51号線 - アイオワ州道76号線 |

### 隣接する郡
- ヒューストン郡 (ミネソタ州) - 北
- バーノン郡 (ウィスコンシン州) - 北東
- クロウフォード郡 (ウィスコンシン州) - 東
- クレイトン郡 - 南
- ウィネシーク郡 - 西
- ファイエット郡 - 南西

### 保護地域

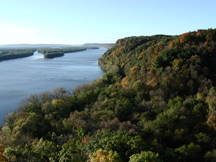
エフィジーマウンズ国立保護区からのミシシッピ川

- エフィジーマウンズ国立保護区（郡南東部）
- ミシシッピ川上流国立野生生物魚類保護区
- ドリフトレス地域国立野生生物保護区
- イエロー川州立森林（州立公園）

## 人口動態

### 2010年国勢調査
以下は2010年国勢調査による人口統計データである。
基礎データ
- 人口: 14,330人
- 人口密度: 9人/km2（22人/mi2）
- 住居数: 7,617軒
- 使用住居: 5,845軒[7]

### 2000年国勢調査

2000人口ピラミッド

以下は2000年国勢調査による人口統計データである。
| 基礎データ - 人口: 14,675人 - 世帯数: 5,722 世帯 - 家族数: 3,931 家族 - 人口密度: 9人/km2（23人/mi2） - 住居数: 7,142軒 - 住居密度: 4軒/km2（11軒/mi2） 人種別人口構成 - 白人: 95.88% - アフリカン・アメリカン: 0.14% - ネイティブ・アメリカン: 0.18% - アジア人: 0.27% - 太平洋諸島系: 0.01% - その他の人種: 2.82% - 混血: 0.70% - ヒスパニック・ラテン系: 3.54% 年齢別人口構成 - 18歳未満: 25.4% - 18-24歳: 7.0% - 25-44歳: 25.6% - 45-64歳: 23.6% - 65歳以上: 18.4% - 年齢の中央値: 40歳 - 性比（女性100人あたり男性の人口） - 総人口: 100.2 - 18歳以上: 98.9 | 世帯と家族（対世帯数） - 18歳未満の子供がいる: 30.6% - 結婚・同居している夫婦: 58.4% - 未婚・離婚・死別女性が世帯主: 6.6% - 非家族世帯: 31.3% - 単身世帯: 27.5% - 65歳以上の老人1人暮らし: 14.3% - 平均構成人数 - 世帯: 2.49人 - 家族: 3.02人 収入と家計 - 収入の中央値 - 世帯: 33,967米ドル - 家族: 40,589米ドル - 性別 - 男性: 26,122米ドル - 女性: 19,098米ドル - 人口1人あたり収入: 16,599米ドル - 貧困線以下 - 対人口: 9.6% - 対家族数: 6.4% - 18歳未満: 11.8% - 65歳以上: 8.1% |

## 都市と町

### 都市
| - ハーパーズ・フェリー - ランシング | - ニューアルビン - ポストビル（部分） | - ウォータービル - ウォーコン - 郡庁所在地 |

### その他の町
| - ドーチェスター | - ロスビル | - チャーチタウン |

### ゴーストタウン
| - ハーディン - ボルニー | - コロンバス - イオン | - ビレッジ・クリーク | - マイロン |

### 郡区
アラマキー郡は18の郡区に分割されている。
| - センター - フェアビュー - フランクリン - フレンチクリーク - ハノーバー | - アイオワ - ジェファーソン - ラファイエット - ランシング - リントン | - ラドロー - メイキー - ペイントクリーク - ポスト - テイラー | - ユニオンシティ - ユニオンプレーリー - ウォータールー |

## 地方新聞
- ウォーコン・スタンダード
- ポストビル・ヘラルド・リーダー